# آرشي فرازير (لاعب كرة قدم)
آرشي فرازير (بالإنجليزية: Archie Fraser)‏ هو لاعب كرة قدم بريطاني، ولد في 10 أبريل 1959 في اسكتلندا في المملكة المتحدة. لعب مع نادي غرينوك مورتون.